# Josef Recheis

Faktura mit Ansicht der Fabrik in Hall und dem Adler, das alte Markenzeichen (1909)

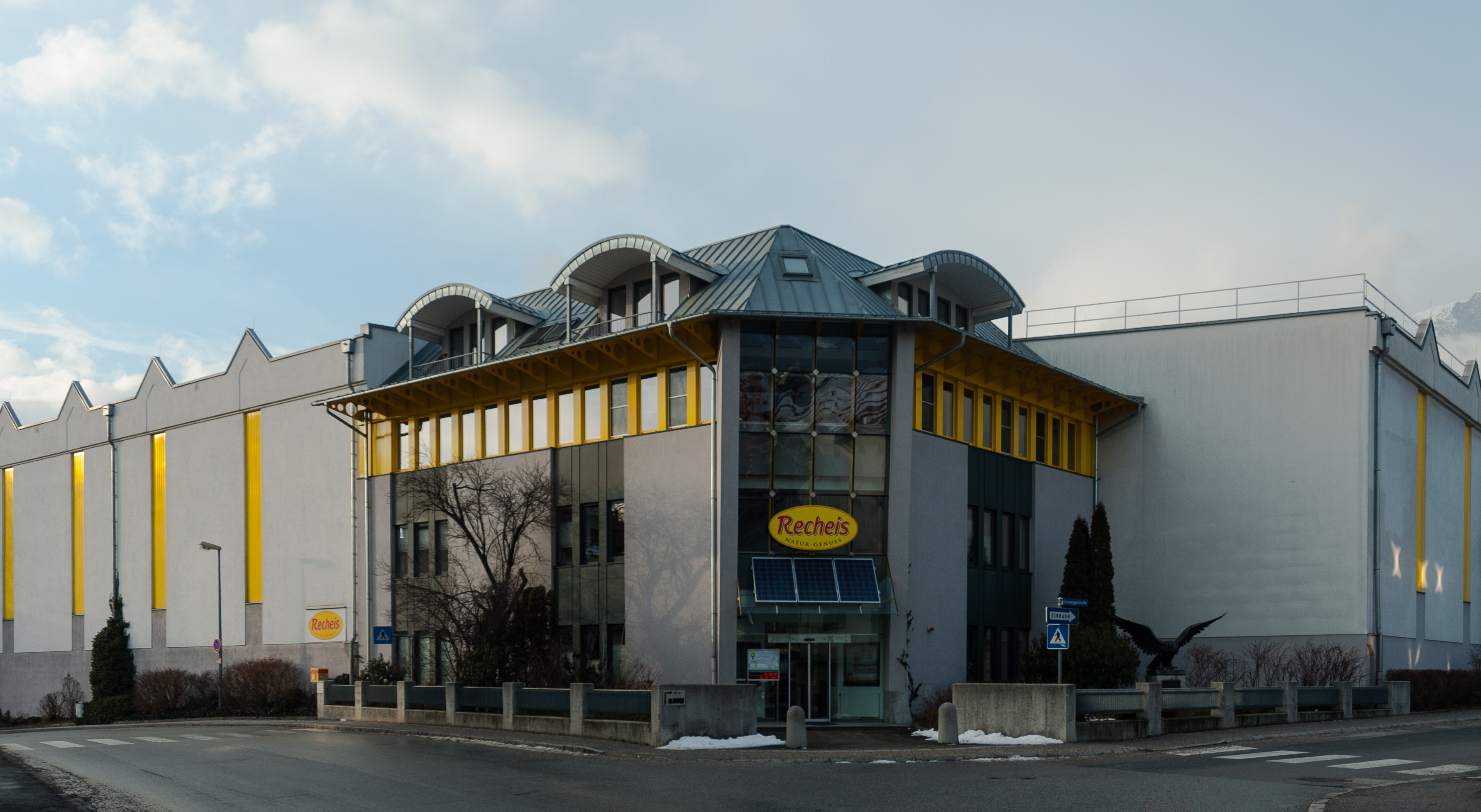
Recheis-Zentrale in Hall in Tirol

Josef Recheis ist ein österreichisches Lebensmittelunternehmen im Familienbesitz mit Sitz in der Fassergasse 8–10 in Hall in Tirol. Recheis beschäftigt knapp 110 Mitarbeiter, bis zu 110 Tonnen Teigwaren werden täglich produziert. Mit knapp 32 % Marktanteil ist Recheis Marktführer bei Teigwaren in Österreich. Das Unternehmen wird mittlerweile in 5. Generation von Stefan Recheis geführt. Der eingetragene Name ist Josef Recheis Eierteigwarenfabrik und Walzmühle GmbH.

## Geschichte
Der im Jahre 1846 in Thaur geborene Josef Recheis (1846–1926) trat vierzehnjährig als Müllerlehrling in die damalige Fischlermühle in Absam ein. Josef Recheis erwarb 1873, also im Alter von 27 Jahren, die zum Verkauf stehende Grießmühle in Hall in Tirol. Der Geschäftsgang war so gut, dass er bereits zehn Jahre später das Grundstück samt Gebäude in der Fassergasse in Hall erwarb und darauf 1889 die erste Teigwarenmanufaktur Österreichs errichtete. Damit legte er den Grundstein für eine bemerkenswerte Erfolgsgeschichte.
Die größte Herausforderung für den Tiroler Unternehmer wurde die Frage, wie man skeptische und traditionsbewusste Hausfrauen dazu bringen konnte, maschinell gefertigte Eierteigwaren zu verwenden. Es gab am Markt bereits qualitativ einwandfreie Teigwaren, die aus Italien importiert wurden. Die stabileren klimatischen Verhältnisse in Italien boten der italienischen Industrie wesentliche Vorteile, denen die österreichische aufgrund der schlechten Witterungsverhältnisse in Tirol nichts entgegenzusetzen hatte. Da es noch keine Trocknungsanlagen gab, wurden die Teigwaren an der Luft getrocknet und die starken Witterungsumschwünge, wie sie in Tirol keine Besonderheit darstellen, degradierten mitunter die gesamte Produktion zu zweitklassiger Ware. Josef Recheis studierte die italienischen Klimaverhältnisse und versuchte in seinem Unternehmen ähnliche Verhältnisse zu schaffen. Mit seinen Mitarbeitern konstruierte er Trocknungsanlagen, die in technischer Hinsicht letztlich soweit verbessert wurden, dass sie noch heute verwendbar wären. Damit war der Weg frei, die qualitativ hochwertigen Recheis Teigwaren flächendeckend am österreichischen Markt einzuführen und bekannt und beliebt zu machen.
Recheis war somit schon vor dem Ersten Weltkrieg Marktführer in Österreich. Verliehene Anerkennungen wie der „Große Ehrenpreis Venedig 1894“ und die „Allerhöchste Auszeichnung der Ausstellung für Armeeverpflegung und Volksernährung“ in Wien 1894 sprechen für die Marktgeltung und Aufbauarbeit von Recheis. Zu seinen Kunden gehörten nicht nur der Adel, sondern auch der kaiserliche Hof, 1917 wurde er schließlich zum k.u.k. Hoflieferanten ernannt.
Der Ausbruch des Ersten Weltkrieges und der Zusammenbruch der Monarchie brachte dem Unternehmen schwere Zeiten. Zwischen 1918 und 1920 musste der Betrieb komplett stillgelegt werden. Das Unternehmen konnte jedoch im Verlaufe der Zwischenkriegsjahre seine Marktposition abermals festigen und erhielt eine weitere Auszeichnung („Die Goldene Medaille des Reichsverbandes der gastgewerblichen Genossenschaftsverbände Österreichs 1932“). Der Gründer Josef Recheis verstarb 1926 und wurde in Hall in Tirol begraben. Nachfolger wurde sein Sohn Richard, danach dessen Sohn Kurt Recheis.
Der Zweite Weltkrieg bedeutete wieder einen Schlag für das Unternehmen. Die bis dahin entwickelten Vertriebswege und Produktionsverhältnisse mussten stark eingeschränkt werden, 1940 wurde die Herstellung von Eierteigwaren amtlich untersagt. Durch die Rationierung von Rohstoffen während des Zweiten Weltkrieges und auch noch während der ersten Nachkriegsjahre verlor das Unternehmen wichtige Marktanteile, vor allem seine Ostmärkte.

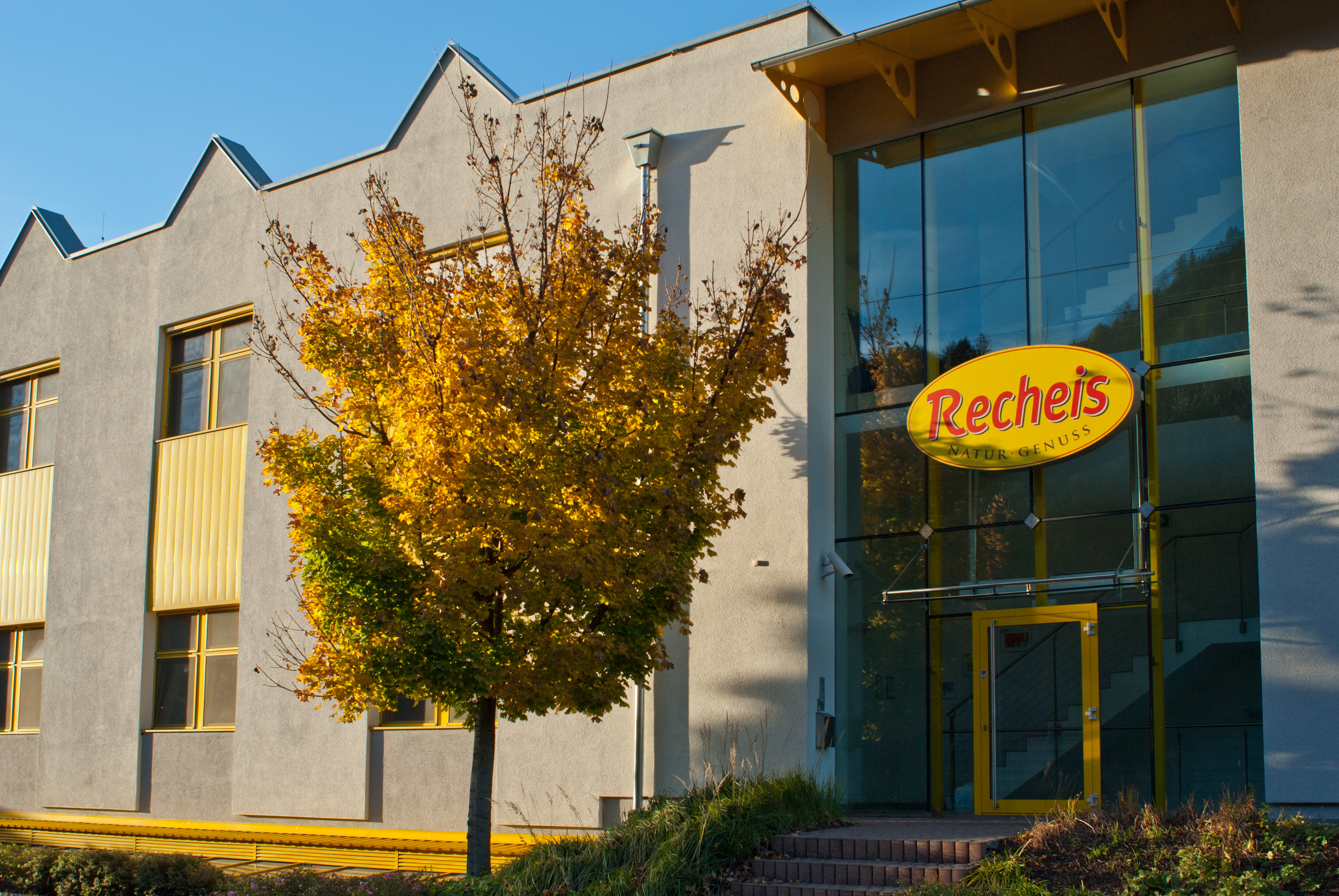
Das 2004 erbaute Werksgebäude in Hall

Dennoch konnte sich das Unternehmen im Laufe der Nachkriegsjahre wieder langsam erholen. 1950 wurde die Erzeugung von Eierteigwaren mit Frischeiern begonnen. 1962 wurde die Produktlinie „Recheis Goldmarke“ eingeführt. Unter der Führung von Klaus Recheis, dem Sohn von Kurt Recheis, wurde Mitte der 1980er Jahre der Standort in Hall komplett modernisiert. Mitte 1988 konnte die neu gestaltete Produktionslinie ihren Betrieb aufnehmen. Im Laufe der 1990er Jahre wurde weiter modernisiert: bis 1992 wurden sämtliche Verpackungs- und Rohstoffeinrichtungen durch moderne Hochleistungsanlagen ersetzt, 1992–1993 wurde das erste vollautomatische, computergesteuerte Hochregallager mit Platz für über 5000 Europaletten gebaut. Durch das Wachstum des Unternehmens wurden 1995 die bereits bestehenden drei Produktionslinien um eine weitere ergänzt. Im letzten Bauabschnitt entstanden ein neues Lagergebäude (ein zweites vollautomatisches, computergesteuertes Hochregallager) und ein eigenes Bürohaus. Die Modernisierung ermöglichte im Zeitraum 1987 bis 1997 eine Verdoppelung der Teigwarenproduktion.
Am 24. Juni 2004 nahm Recheis sein neues, modernes Frischewerk am Standort Hall in Betrieb. Die Kernkompetenz des Frischewerks ist Herstellung tiefgekühlter und frischer Teigwaren wie Ravioli, Tortelloni und Schlutzkrapfen. Im September 2004 übernahm Recheis die in Hard, Vorarlberg ansässige Fetz Pizza & Pasta VertriebsGmbH.
Mit August 2012 nahm Recheis am Dach des Stammwerkes in Hall eine neue, über 1000 m² große Photovoltaikanlage in Betrieb und speist seit diesem Zeitpunkt rund 175.000 kWh/Jahr in das öffentliche Netz ein. Heute beschäftigt Recheis knapp 110 Mitarbeiter, bis zu 110 Tonnen an Teigwaren werden täglich produziert und in ganz Österreich ausgeliefert. Mit knapp 32 % ist Recheis Marktführer im österreichischen Teigwarengeschäft. Das Unternehmen wird mittlerweile in der 5. Generation von Stefan Recheis, dem Sohn von Klaus Recheis, geführt.

## Produkte

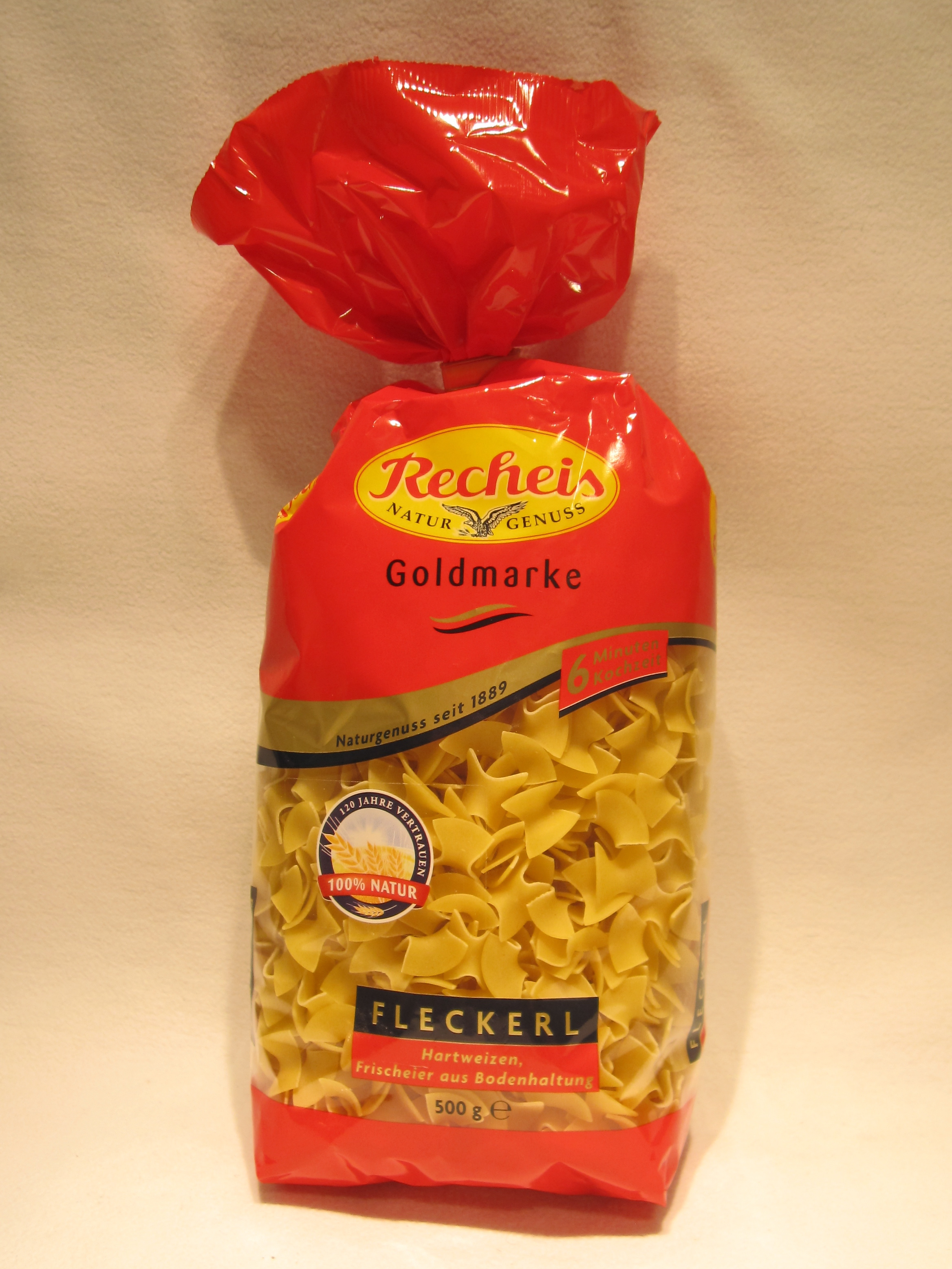
Goldmarke von Josef Recheis

Das Teigwarensortiment von Recheis im Lebensmitteleinzelhandel umfasst 7 große Produktgruppen.
Die Recheis Goldmarke ist hierbei mit über 30 Sorten die größte und bekannteste Gruppe in Österreich. Sie wurde 1962 im Lebensmittelhandel eingeführt und wird ständig erweitert bzw. weiterentwickelt.
Neben dem klassischen Lebensmitteleinzelhandel beliefert das Unternehmen Recheis auch die österreichische Gastronomie. Für diese Kunden erzeugt Recheis sowohl Trockenteigwaren gemäß den Anforderungen der Gastronomie, wie auch tiefgekühlte und gefüllte Teigwaren.
Das dritte Standbein von Recheis stellt die Entwicklung und Produktion von speziellen Teigwaren für die weiterverarbeitende Lebensmittelindustrie dar.